# Pòssum pigmeu de muntanya
El pòssum pigmeu de muntanya (Burramys parvus) és un petit marsupial de la mida d'un ratolí (pesa 45 grams) d'Austràlia. És nocturn i viu en talussos rocosos alpins i camps de blocs, principalment al sud de Victòria i al voltant del mont Kosciuszko al Parc Nacional de Kosciuszko (Nova Gal·les del Sud). Mesura aproximadament 11 cm de llarg; la seva cua prènsil és més llarga que el cos i el cap, amb una longitud de gairebé 14 cm.